# أكسل كريستيان زيتليتز كيلاند
أكسل كريستيان زيتليتز كيلاند هو دبلوماسي نرويجي، ولد في 14 أكتوبر 1853 في ستافانغر في النرويج، وتوفي في 3 فبراير 1924 في أوسلو في النرويج.